# Adriaan van Dis
Adriaan van Dis (Bergen aan Zee, 16 dicembre 1946) è uno scrittore olandese.

## Biografia
Il padre di Van Dis era nato nelle Indie Orientali Olandesi da genitori olandesi, mentre sua madre, figlia di un contadino di Breda, lo aveva incontrato nelle Indie Orientali dopo la guerra. Al momento del loro incontro, la madre aveva già tre figlie avute dal suo primo matrimonio con un ufficiale dell’esercito coloniale reale olandese (KNIL), di origine indo-olandese. Anche il padre di Adriaan aveva avuto un precedente matrimonio nelle Indie. Entrambe le famiglie erano state profondamente segnate dalla Seconda Guerra Mondiale e dalla successiva rivoluzione indonesiana. Il padre di Adriaan era sopravvissuto al disastro del Junyo Maru, un trasporto di prigionieri erroneamente silurato dagli inglesi, e successivamente aveva lavorato come prigioniero di guerra sulla ferrovia di Pakan Baroe a Sumatra. Il primo marito della madre di Adriaan, un combattente della resistenza, era stato decapitato durante l’occupazione giapponese (1942-1945), e lei era stata internata in un campo di prigionia giapponese con le sue tre figlie.
Adriaan, nato nei Paesi Bassi dopo la guerra, si sentiva un estraneo nella sua stessa famiglia, essendo l’unico figlio di pelle bianca e privo di un legame diretto con le Indie o con le esperienze belliche. Anche l’ambiente circostante alimentava questo senso di isolamento: a Bergen aan Zee vivevano molte persone rimpatriate dalle Indie Orientali Olandesi, e Adriaan crebbe in una casa condivisa con quattro famiglie, per lo più di origine indo-europea. I suoi genitori, inoltre, non poterono sposarsi. Sebbene il matrimonio del padre fosse stato sciolto secondo la legge islamica, quel divorzio non aveva validità nei Paesi Bassi. Per salvare le apparenze, Adriaan adottò il cognome del padre, Mulder, ma ufficialmente mantenne il cognome della madre, van Dis. Solo quando iniziò l’università iniziò a usare il suo vero nome. Più tardi, lavorando ai suoi romanzi autobiografici, scoprì che la famiglia paterna aveva nascosto di proposito il fatto che il padre fosse in realtà già vedovo, un segreto che segnò ulteriormente la sua percezione familiare. Il padre, che venne profondamente sconvolto dalla guerra, era incapace di lavorare e faticava a integrarsi nei Paesi Bassi come migrante. Non si sentì mai veramente accettato e trascorse la maggior parte del tempo a casa, educando Adriaan in modo severo e conservatore, spesso punendolo con durezza. Adriaan lo ricorda come un uomo crudele ma, allo stesso tempo, una vittima delle circostanze. La figura paterna è diventata una delle principali fonti di ispirazione letteraria per van Dis, che nei suoi romanzi esplora in modo sempre più complesso il rapporto con il padre.
Il padre di Adriaan morì nel 1956, quando lo scrittore aveva appena dieci anni. Nonostante il loro rapporto difficile, la perdita fu un colpo duro per Adriaan, che risentì del lutto anche nel rendimento scolastico. Nell’agosto del 1964 frequentò l’Outward Bound School nei Paesi Bassi, dove fondò e curò il giornale scolastico De Blaer (“La vescica”) insieme a Cees Breure e Henk Jansen. In seguito, rifletté su quell’esperienza formativa nel suo romanzo Zilver (1988).
Dopo aver frequentato diverse scuole, Adriaan si trasferì ad Amsterdam per studiare lingua e letteratura olandese e afrikaans.  Durante questo periodo, scoprì l’afrikaans, una lingua in cui riconobbe molte somiglianze con il Petjo, un creolo olandese-malese con intonazioni particolari che la sua famiglia utilizzava a volte per scherzo. Van Dis si sentì profondamente legato anche ai dibattiti letterari sudafricani sul colore della pelle. Nel 1979 conseguì il dottorato con una tesi su un’opera dello scrittore sudafricano Breyten Breytenbach, che influenzò il suo stile letterario. Van Dis tradusse inoltre alcune opere di Breytenbach in olandese.
Durante gli anni universitari, Adriaan van Dis lavorava già come redattore per il quotidiano NRC Handelsblad e, dopo la laurea, rimase legato al giornale fino al 1982, collaborando al supplemento del sabato. Il suo romanzo breve d’esordio, Nathan Sid, nacque da una rubrica culinaria in cui scriveva ricordi legati al cibo. Quei ricordi riflettevano in particolare i conflitti tra i suoi genitori, simboleggiati dal contrasto tra patate e riso. L’editore J.M. Meulenhoff trasformò quei contributi in un piccolo libro. Van Dis inizialmente nutriva scarsa fiducia nel successo dell’opera, ma il libro fu accolto con grande entusiasmo e vinse il prestigioso Gouden Ezelsoor, premio letterario per il debutto più venduto, nel 1984. Nel 1983 van Dis fece anche il suo debutto come conduttore televisivo, guadagnando notorietà nei Paesi Bassi con un talk show letterario. Il programma andò in onda fino al 3 maggio 1992. Tra il 1999 e il 2002 tornò alla conduzione con la trasmissione Zomergasten, dopo la quale dichiarò di aver concluso la sua carriera televisiva. Adriaan van Dis è uno scrittore prolifico e molto popolare nei Paesi Bassi, dove il suo nome è ampiamente noto. Tuttavia, nel 2008, decise di riprendere brevemente la carriera televisiva con una serie in sette puntate intitolata Van Dis in Afrika, in cui raccontò i suoi viaggi nell’Africa meridionale. La serie vinse il premio Zilveren Nipkowschijf. Nel 2012 van Dis tornò con successo in televisione con una serie documentaristica molto apprezzata sulle radici olandesi nell’Indonesia contemporanea. Il Nederlands Instituut voor de Classificatie van Televisie tentò di censurare alcune parti dello show, a cui van Dis rispose: "Non hanno imparato nulla da Multatuli?".

## Opere

### Romanzi
- 1987 Een barbaar in China: een reis door Centraal Azië
- 1988 Zilver of Het verlies van de onschuld
- 1990 Het beloofde land: een reis door de Karoo
- 1991 In Afrika
- 1994 Le dune delle Indie, traduzione in italiano di L.Pignatti, Dalai Editore
- 1999 Dubbelliefde: geschiedenis van een jongeman
- 2002 Familieziek – Translation: Repatriated, a novel in 60 scenes
- 2007 "Il vagabondo", traduzione in italiano di F.Ferrari, Iperborea
- 2010 "Tradimento. Un ritorno in Sudafrica", traduzione in italiano di F.Ferrari, Iperborea.
- 2014 Ik kom terug
- 2017 De Zuid–Afrika boeken
- 2017 In het buitengebied
- 2021 KliFi

### Novelle
- 1983 Nathan Sid
- 1986 De vraatzuchtige spreekt
- 1986 De rat van Arras
- 1987 Zoen
- 1996 Palmwijn ("Boekenweekgeschenk")
- 2000 Op oorlogspad in Japan

### Storie brevi
- 1984 Een bord met spaghetti
- 1986 Casablanca
- 1988 Een keuze uit mijn vrolijke doodsgedachten
- 1992 De man uit het Noorden
- 1992 Waar twee olifanten vechten – Mozambique in oorlog
- 1993 Classics
- 1995 Wij, koningin
- 1997 Een waarze sat
- 2003 Vrijtaal
- 2007 Leeftocht. veertig jaar onderweg ISBN 978-90-457-0067-0

### Dramma
- 1986 Tropenjaren: De zaak
- 1988 Komedie om geld, Een uur in de wind

### Non-fiction
- 1992 Alles is te koop (manifesto)
- 1998 Een deken van herinnering (essay)
- 1998 Totok (poetry)
- 2004 Onder het zink. Un abécédaire de Paris (essay)
- 2007 Op de televisie (memoir)
- 2008 Van Dis in Afrika (documentary series)